# ETIM
ETIM ist eine Initiative zur Standardisierung des elektronischen Austausches von Produktdaten im Fachbereich Elektrotechnik (Elektroinstallationsprodukte, Haushaltsgeräte und Consumer-Elektronik) und verwandter Branchen (derzeit u. a. HVAC/Sanitärtechnik) zur Ermöglichung des elektronischen Handels dieser Produkte. ETIM stand ursprünglich für Europäisches Technisches InformationsModell bzw. Elektrotechnisches Informationsmodell. Nach der Aufnahme weiterer Branchen sowie der Verbreitung über Europa hinaus, steht das E in ETIM heute nicht mehr für einen konkreten Begriff. Der Standard ist speziell an die Anforderungen dieser ausgewählten Branchen ausgerichtet und erlaubt das einheitliche, technische Beschreiben von Gütern sowie die Zuordnung zu einer Produktklasse. Produkte werden hierarchiefrei Artikelklassen zugeordnet. Die übergeordneten Produktgruppen fassen Artikelklassen thematisch zusammen, dienen aber nur der internen Organisation des Datenmodells, obwohl sie mit veröffentlicht werden.
In der Artikelklasse werden anschließend vergleichbare Produkte eingeordnet. Der Name der Artikelklasse lässt sich auch über zugewiesene Synonyme auffinden, die auf die Klasse verweisen. Jeder Klasse werden von Produktfachleuten technische Merkmale zugeordnet, die das Produkt beschreiben. So entsteht die ETIM-Klassifikation.
Die Standardisierung ermöglicht, lieferantenunabhängig technische Produkte anhand der Klasse oder technischer Merkmale wiederzufinden. ETIM findet Anwendung bei der Übertragung von technischen Produktdaten (z. B. für Online-Kataloge). Diese Übertragung erfolgt per XML in einem erweiterten BMEcat-Format, einem standardisierten Datenformat zum elektronischen Produktdatenaustausch.
ETIM ist grundsätzlich ein freier Standard, d. h. das Datenmodell kann von jedermann ohne Lizenzgebühren verwendet werden.

## ETIM-Versionen
1991 initiierte der niederländische Verband der Elektroinstallateure das ETIM-Projekt.
Das Datenmodell und alle Inhalte sind in allen Ländern exakt gleich.
- ETIM Version 2.0 wurde am 16. Juni 2002 veröffentlicht.
- ETIM Version 3.0 wurde am 30. Mai 2005 in den Sprachen Deutsch und Englisch veröffentlicht.
- ETIM Version 4.0 wurde am 15. Januar 2008 in den Sprachen Deutsch, Englisch und Niederländisch veröffentlicht. Am 27. März 2008 wurde eine korrigierte Fassung veröffentlicht. Die Änderungen beziehen sich ausschließlich auf einige Einheiten.
- Nach der Gründung von ETIM International im Jahr 2008 sind die nachfolgenden Versionen in den Sprachen Deutsch, Englisch (British English), Niederländisch, Belgisches Niederländisch (Flämisch), Französisch, Belgisches Französisch, Schweizer Französisch, Spanisch, Polnisch, Schwedisch, Italienisch, Schweizer Italienisch, Norwegisch, Finnisch, Dänisch und sukzessive weiterer Sprachen verfügbar.
- ETIM Version 5.0 wurde am 6. Juni 2011 veröffentlicht.
- ETIM Version 6.0 wurde am 25. April 2014 veröffentlicht.
- ETIM Version 7.0 wurde am 1. September 2017 veröffentlicht. Zum ersten Mal ist neben dem Sektor Elektro auch der Sektor SHK (Sanitär, Heizung, Klima, Lüftung) enthalten.
- ETIM Version 8.0 wurde am 1. November 2020 veröffentlicht. Als neuer Sektor kam WEBA hinzu (Werkzeuge, Eisenwaren und Betriebsausstattung).
- ETIM Version 9.0 wurde am 5. Dezember 2022 veröffentlicht.[2]
- ETIM Version 10.0 wurde am 5. Dezember 2024 veröffentlicht. Mit dieser Version wurden 119 neue Klassen hinzugefügt. „ETIM Feature Grouping“ (EFG) wurde zur Gruppierung von ETIM-Merkmalen ergänzt.[3]

Es existieren darüber hinaus Zuordnungstabellen zwischen den einzelnen ETIM-Versionen sowie zum Klassifikationsstandard ECLASS.

## Internationalisierung
Am 24. Oktober 2008 wurde in Barcelona auf einem Treffen der nationalen ETIM-Organisationen aus Österreich, Belgien, Deutschland, den Niederlanden, Spanien, Schweden und der Schweiz der internationale Verband „ETIM International“ gegründet. Die neue Organisation hatte ihren Sitz viele Jahre in Brüssel, 2024 wurde dieser in die Niederlande (Margraten) verlegt. Jedes nationale Mitglied ist automatisch auch Mitglied von ETIM International.
Stand November 2020 existieren in 24 Ländern eigenständige ETIM-Organisationen: Belgien, Dänemark, Deutschland, Estland, Finnland, Frankreich, Großbritannien, Italien, Litauen, Niederlande, Norwegen, Österreich, Polen, Portugal, Russland, Schweden, Schweiz, Slowakei, Spanien, Ungarn und USA/Kanada/Mexiko.
Darüber hinaus wird ETIM in einer Reihe weiterer Länder genutzt, in denen keine eigenständige Organisation existiert.

## Zusammenarbeit mit anderen Organisationen
ETIM kooperiert mit einer Reihe von Verbänden und Standardisierungsinitiativen, u. a.
- eCl@ss e.V. – hier existieren ebenfalls Zuordnungstabellen (Mapping)
- proficl@ss International e.V. (Integration des proficl@ss-Modells in ETIM 8.0)
- PI – der Standard der Haushaltsgeräteindustrie (APPLiA-Verband, ehemals ceced)
- ZVEI, VDMA